# Хедвига Силезийска
Света Хедвига фон Андекс или Хедвига Силезийска (на немски: Hedwig von Andechs, Hedwig von Schlesien; на полски: Święta Jadwiga Śląska; * 1174, Андекс, † 15 октомври 1243, Тшебница) е херцогиня на Силезия (1232 – 1238) и светица, почитана от католическата църква на 16 октомври.

## Живот
Дъщеря е на графа на Андекс Бертхолд IV († 1204), граф на Тирол, Каринтия и Истрия, и на съпругата му Агнес фон Рохлиц († 1195) от рода на Ветините. Нейният брат Екберт е епископ на Бамберг, другият ѝ брат Бертхолд е патриарх на Аквилея, сестра ѝ Гертруда е омъжена за крал Андраш от Унгария и е майка на света Елисавета Унгарска и на Анна-Мария Унгарска, съпруга на българския цар Иван Асен II.
Хедвига е възпитавана в бенедиктинския манастир в Кицинген и на дванадесет години е омъжена за херцога на Силезия Хайнрих I (* ок. 1165, † 19 март 1238) от рода на Пястите, който става през 1233 г. и херцог на Полша. Те имат седем деца.
През 1202 г. Хедвига основава манастир в Тшебница. Тя помага на църквата и бедните и ходела дори през зимата боса без обувки.
След смъртта на нейния съпруг през 1238 г., Хедвиг постъпва в основания от нея манастир, където умира през октомври 1243 г. и е погребана в църквата на манастира. През 1267 г. тя е обявена за светица. Света Хердвига е закрилница на Силезия и Андекс.
- Св. Хедвига, Долна Бавария,
 ок. 1410 – 1420
- Св. Хедвига
- Св. Хедвига, статуя във Вроцлав

## Деца
Хедвиг и Хайнрих I имат седем деца:
1. Агнес (ок. 1190 – пр. 11 май 1214)
2. Болеслав (ок. 1191 – 10 септември 1206/08)
3. Хайнрих II Благочестиви (ок. 1196 – 9 април 1241, убит в битката при Легница)
4. Конрад Кучеряви (ок. 1198 – 4 септември 1213)
5. София (ок. 1200 – пр. 22/23 март 1214)
6. Гертруда (ок. 1200 – 6/30 декември 1268), абатеса в Тшебница
7. Владислав? (пр. 25 декември 1208 – 1214/17)